# Triéthylamine
La triéthylamine (TEA) ou N,N-diéthyléthanamine est un composé chimique de formule brute N(CH2CH3)3, couramment noté Et3N ou NEt3. Au laboratoire, on l'appelle souvent "trièth" ([tʁiɛt]) mais cela reste réservé à un usage trivial et oral du nom. On la rencontre fréquemment en synthèse organique et ce parce qu'elle constitue l'amine tertiaire symétrique la plus simple liquide à température ambiante. Elle présente une forte odeur de poisson proche de celle de l'ammoniac. La triéthylamine est basique mais aussi très nucléophile. Lorsque la nucléophilie est un problème, on utilise souvent la diisopropyléthylamine (DIPEA) qui est beaucoup plus encombrée et donc moins nucléophile.
Elle est communément employée en synthèse organique comme une base, par exemple dans la préparation des esters et amides à partir des chlorures d'acide.
Dans ces réactions, la triéthylamine fait plus que se combiner avec l'acide chlorhydrique généré (formant un sel, le chlorhydrate de triéthylammonium) puisqu'elle intervient aussi comme activateur : étant très nucléophile, elle se combine avec le chlorure d'acide pour former un composé encore plus électrophile que le chlorure d'acide de départ et auquel un alcool ou une amine peuvent facilement s'additionner.
Comme les autres amines tertiaires, Et3N catalyse la formation des mousses polyuréthanes et des résines époxy. Elle est aussi très utile dans les réactions de ß-élimination.
Elle est également utilisée dans les oxydations de Swern :

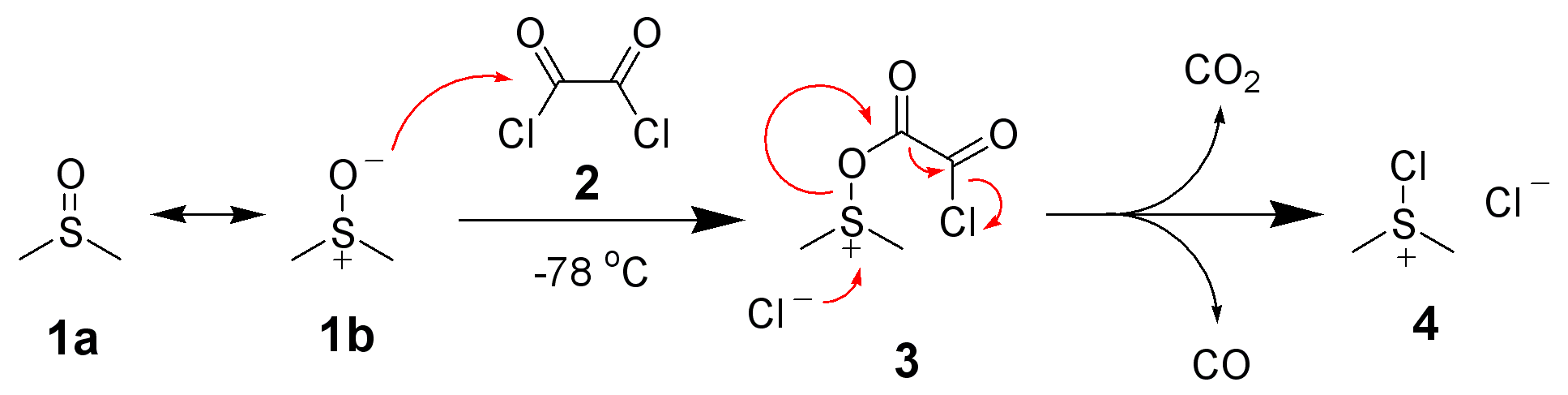
Mécanisme réactionnel de l'oxydation de Swern.

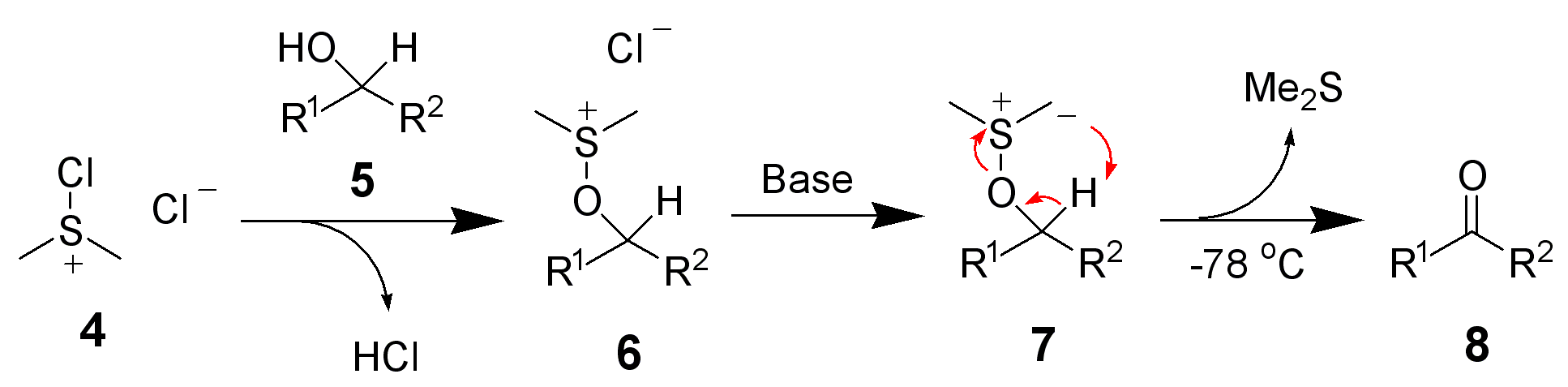
Seconde partie du mécanisme réactionnel de l'oxydation de Swern.

La triéthylamine s'alkyle facilement pour donner l'ammonium quaternaire correspondant :

Schéma réactionnel décrivant le mécanisme d'alkylation de la triéthylamine par un dérivé iodé.

RI + Et3N → Et3NR+I−

## Séchage de la triéthylamine
Pour obtenir de la triéthylamine anhydre, celle-ci est distillée à pression atmosphérique sur de l'hydroxyde de potassium (KOH) puis stockée sur du tamis moléculaire à 3 ou 4Å. La triéthylamine résultante contient environ 25 ppm d'eau.

## Réactions de formation d'un ester et d'un amide

Schéma réactionnel décrivant les réactions de formation d'un ester et d'un amide à partir d'un chlorure d'acyle. L'acide chlorhydrique qui se forme est piégé sous forme de sel.